# Kocel

El Principado de Panonia en tiempos de Kocel

Kocel (fl. 861-874, en esloveno: Kocelj, en eslovaco: Koceľ) fue un señor de los eslavos de la Baja Panonia, vasallo de la Francia Oriental con el título de conde (comes) que se cree que reinó entre el 861/864 y el 876.

## Señor de Panonia
Kocel era el segundo hijo de Pribina, un dux eslavo instalado por los francos en la Baja Panonia hacia el 838 o 840. Debió de nacer en torno al 820. Hizo una importante donación al monasterio de Freising en el 861, prueba de que tenía una sólida posición social y política. Según Bowlus, este documento indica que Pribina ya había muerto y que Kocel lo había sucedido al frente del ducado. En cualquier caso, Luis el Germánico lo nombró señor de la Baja Panonia (Pannonia inferioris) en el 864. Kocel dominaba la región en el 865, año en el que arzobispo Adalvino de Salzburgo visitó estas tierras en dos ocasiones. En 869, Kocel solicitó que el misionero bizantino Metodio fuera enviado a Panonia en calidad de legado apostólico. Despachó a Metodio a Roma a mediados del verano con una escolta de veinte hombres para solicitar que se lo nombrase obispo. El papa Adriano II lo nombró en efecto arzobispo de Sirmio y lo anunció entre otros a Kocel, cuyas tierras estaban dentro de la jurisdicción del arzobispado. La Panonia franca la administraban Kocel y los margraves bávaros en 871, si bien parece que Kocel gozaba de cierta independencia, como se desprende de sus negociaciones con el papa. En 874, tras el conflicto con Moravia, seguía dominando el valle del Drava, posiblemente en calidad de vasallo de Carlomán, rey de Baviera que controlaba la Marca de Panonia. Desaparece de la documentación a partir del 874, y se sabe que había muerto o perdido su cargo hacia el 876, y que en el 880 estaba ya muerto con certeza.

## Identificación
Kocel ha sido identificado con el jefe militar franco Kotzil mencionado en De Administrando Imperio, en el pasaje dedicado a la revuelta de los croatas encabezada por su duque Domagoj, que venció y dio muerte a las tropas francas con las que se enfrentó, incluido su jefe, Kotzil, muy probablemente en el 874, año en el que precisamente Kocel desaparece de las fuentes.

## Títulos
Ostentó los títulos de conde de los eslavos (comes de Sclavis nomine Chezul), según un documento de donación del 861 y el de duque (Chezil dux), según documentos escritos cuando ya había fallecido (876 y 880).